# Huxelhydrus syntheticus
Huxelhydrus syntheticus är en skalbaggsart som beskrevs av Sharp 1882. Huxelhydrus syntheticus ingår i släktet Huxelhydrus och familjen dykare. Inga underarter finns listade i Catalogue of Life.